# Giarsun

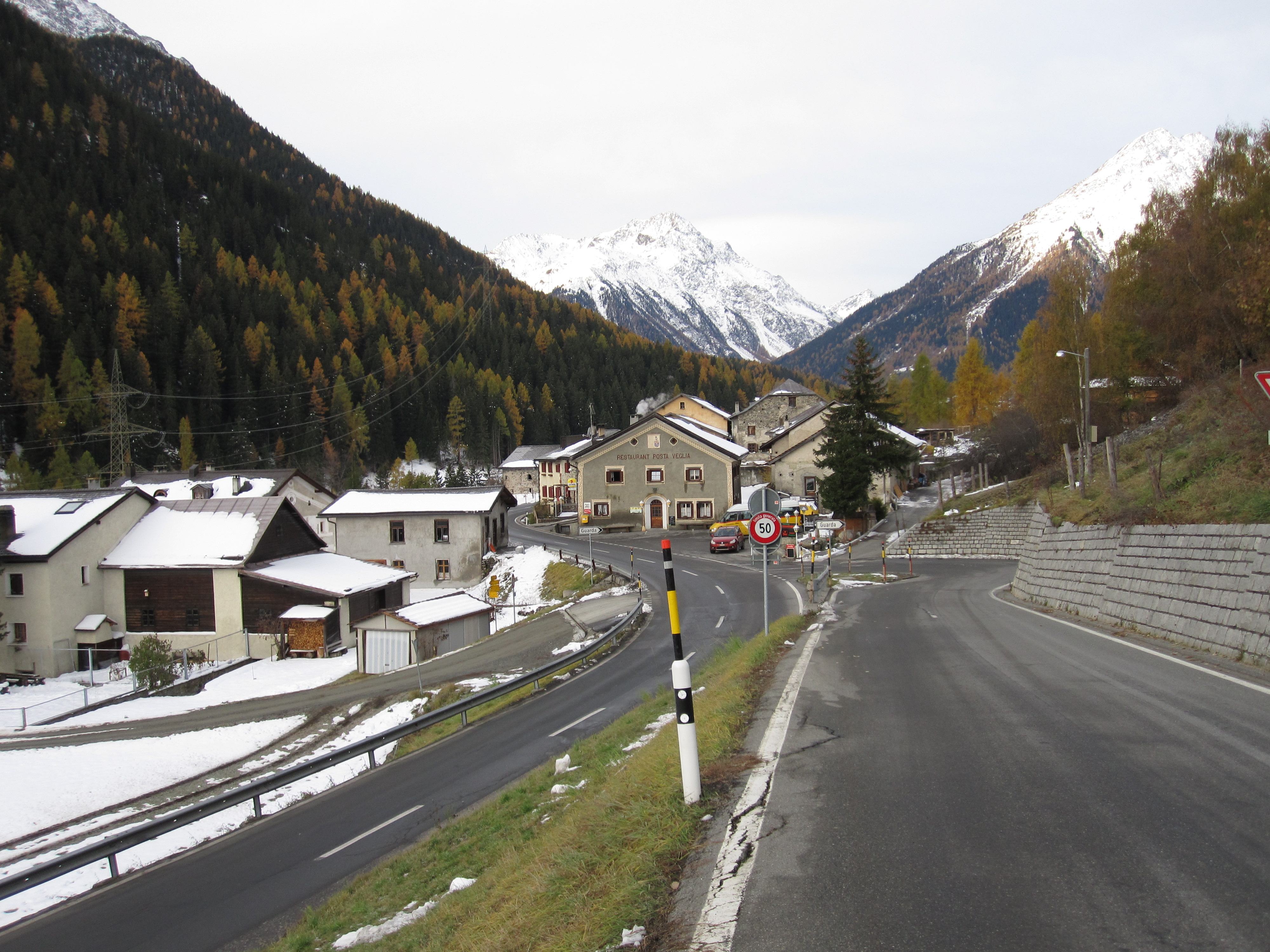
Giarsun

Giarsun ([dʑɐrˈzʊn]ⓘ) ist ein Dorf im Unterengadin im Schweizer Kanton Graubünden.
Die Fraktion Giarsun gehört zum Ort Guarda und somit zur politischen Gemeinde Scuol.

## Lage und Verkehr
Giarsun liegt an der Hauptstrasse 27 zwischen Lavin und Ardez; direkt oberhalb befindet sich die Bahnstation der Rhätischen Bahn von Guarda, das linksseitig am Hang liegt und durch einen steilen Fussweg mit dem Bahnhof verbunden ist.

## Sehenswürdigkeiten
Unter Denkmalschutz steht die reformierte Dorfkirche.

## Tourismus
In Giarsun befindet sich ein anspruchsvoller Streckenabschnitt des Inn für Kanu und Kajak.